# Beslerieae
Beslerieae es una tribu perteneciente a la familia Gesneriaceae.

## Géneros
Tiene los siguientes géneros:
- Anetanthus - Besleria - Cremosperma - Gasteranthus - Reldia - Resia - Tylopsacas